# Frederic Edwin Church
Frederic Edwin Church (4. května 1826 Hartford, Connecticut – 7. dubna 1900 Greenport, New York) byl americký krajinářský malíř, významný představitel hudsonské školy (Hudson River School). Jeho učitelem byl její zakladatel Thomas Cole.
K hlavním motivům jeho děl patří příroda a krajina v okolí řeky Hudson, dále Niagarské vodopády a Andy, stejně jako arktické výjevy a polární záře. Nevyhýbal se ale ani náboženským a vlasteneckým tématům, zvláště jakožto horlivý zastánce Unie severních států v americké občanské válce.

## Život a cesty
Narodil se 4. května 1826 v Hartfordu v americkém státě Connecticut do zámožné rodiny. Jeho dědeček Samuel Church založil první papírnu ve státě Massachusetts.
V roce 1853 podnikl Church svoji první cestu do Jižní Ameriky, a sice do Kolumbie a Ekvádoru. Cestu financoval podnikatel Cyrus West Field, jehož záměrem bylo získat pomocí Churchových obrazů další finanční zdroje pro projekty v těchto zemích. Na jaře 1857 se Church a s ním spřátelený malíř Louis Rémy Mignot vydali výlučně do Ekvádoru, kde strávili devět týdnů mj. v blízkosti vulkánů Chimborazo, Cotopaxi a Sangay. Po návratu do USA vytvořil Church na základě svých náčrtů několik olejomaleb, které upevnily jeho reputaci významného krajináře.
Po smrti svých prvních dvou dětí na záškrt v březnu 1865 Church a jeho manželka Isabel Mortimer Carnes odcestovali na Jamajku. Později se jim narodily ještě čtyři děti – tři synové a jedna dcera.
Ke konci roku 1867 se Church, jeho manželka Isabel a syn Frederic Joseph vydali na další rozsáhlou cestu, která je vedla zprvu do Londýna a Paříže. Poté odpluli parníkem z Marseille do egyptské Alexandrie, dále do tehdy palestinské Jaffy a poté do libanonského Bejrútu, kde strávili čtyři měsíce. V únoru 1868 podnikl Church spolu s americkým misionářem Davidem Stuartem Dodgem jízdu na velbloudu přes Jeruzalém do antického skalního města Petra v dnešním Jordánsku. Tamější dojmy Church zúročil při tvorbě obrazu El Khasné, Petra, namalovaném v roce 1874.

## Galerie

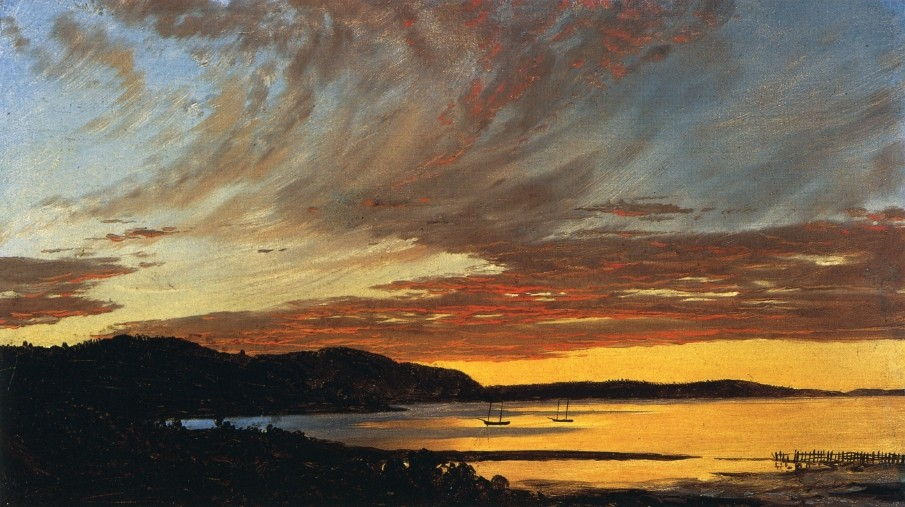
Západ slunce v Bar Harbor (stát Maine), 1854
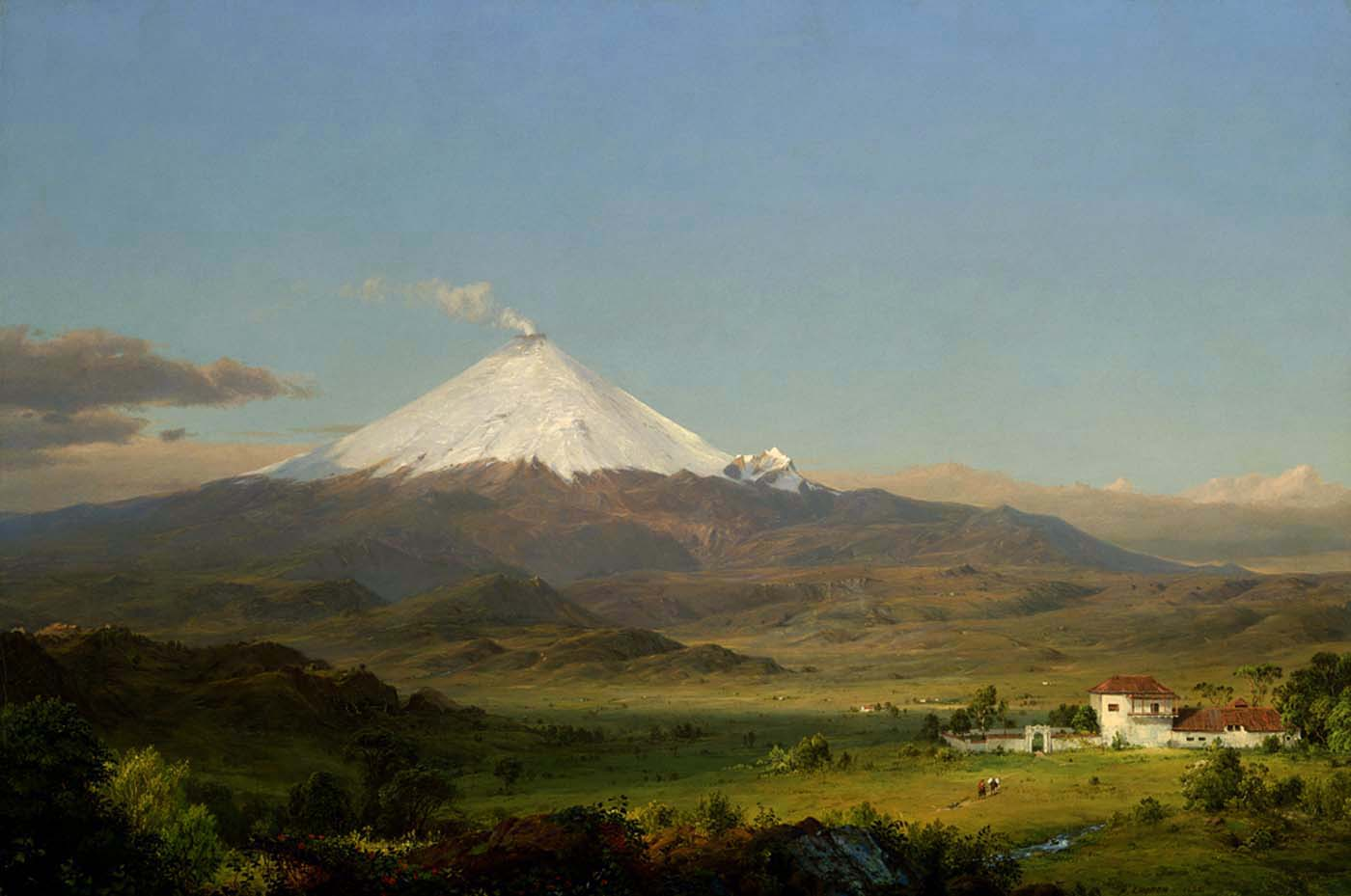
Cotopaxi (sopka v Ekvádoru), 1855
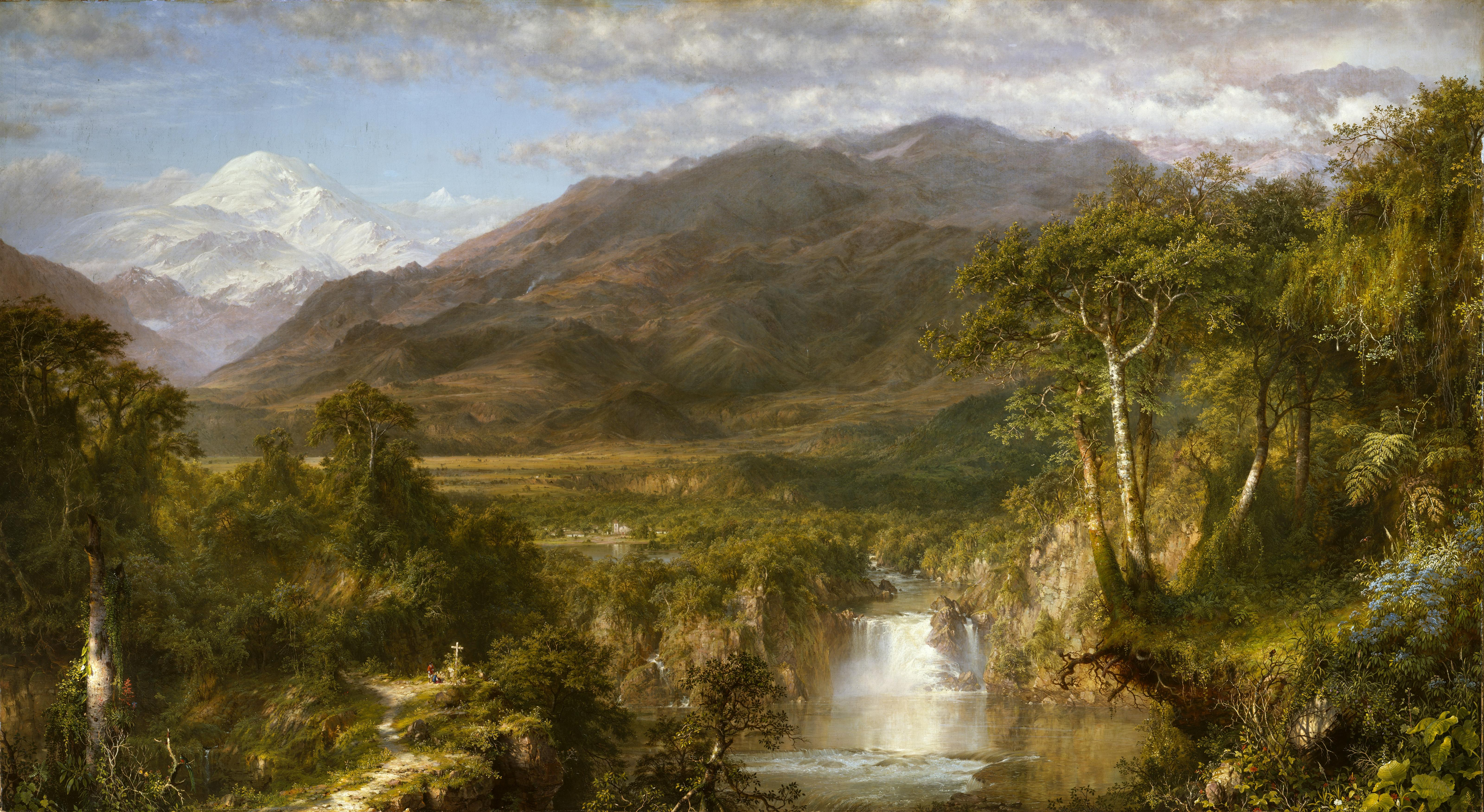
Srdce And (Ekvádor), 1859
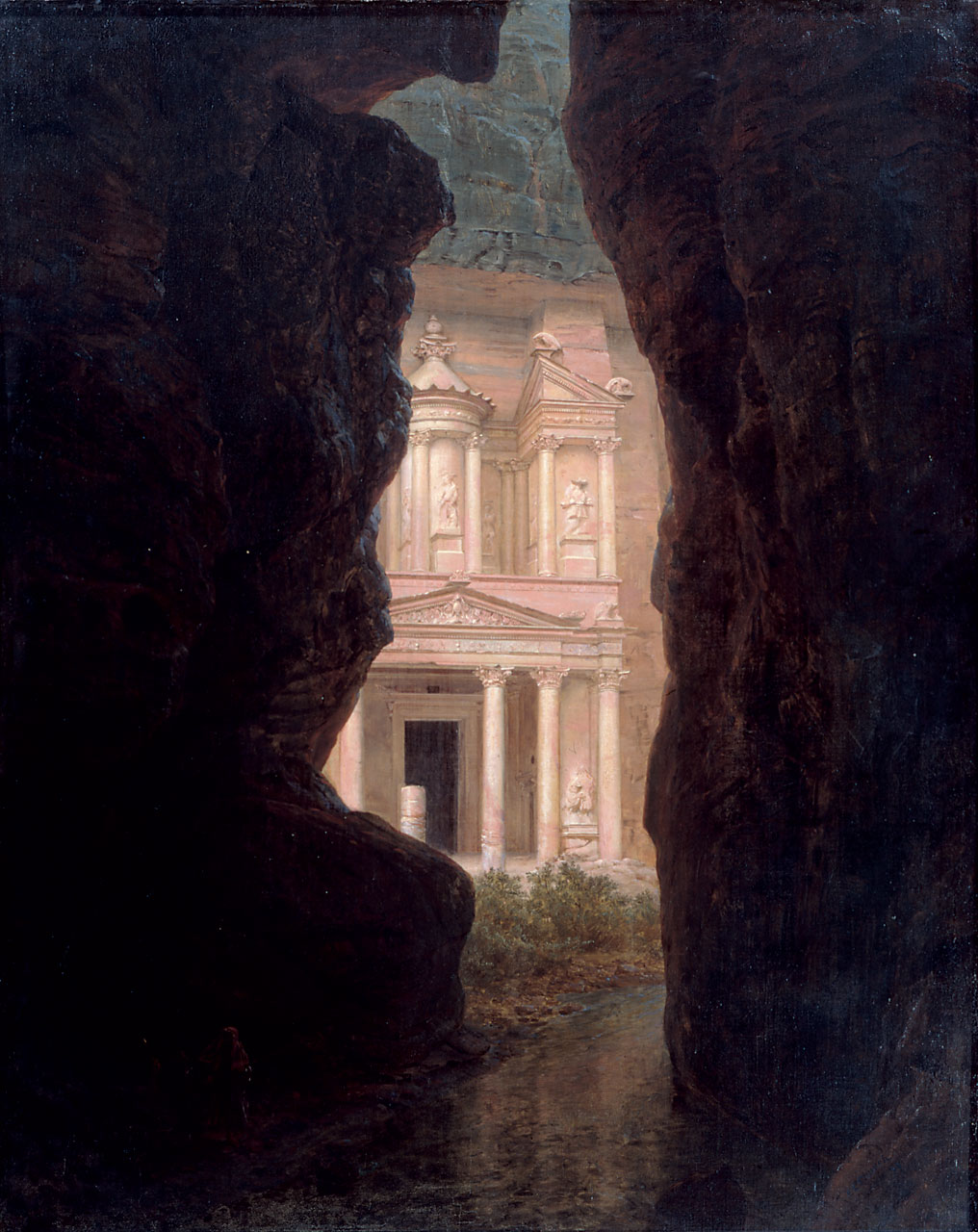
El Khasné, Petra (dnešní Jordánsko), 1874

## Vybraná díla
- Vodopády Tequendama, 1854, Cincinnati Art Museum, Cincinnati
- Srdce And, 1859, Metropolitní muzeum umění, New York
- Náš prapor na obloze, 1861
- Ledovce, 1861, Dallas Museum of Art, Dallas
- Aurora Borealis, 1865, Smithsonian American Art Museum, Washington, D.C.
- Niagarské vodopády z americké strany, 1867, National Gallery of Scotland